# Elaphidion glabratum
Elaphidion glabratum är en skalbaggsart som först beskrevs av Fabricius 1775.  Elaphidion glabratum ingår i släktet Elaphidion och familjen långhorningar.
Artens utbredningsområde är:
- Guadeloupe.
- Montserrat.
- Dominica.

Inga underarter finns listade i Catalogue of Life.